# داستان‌های ارواح (فیلم ۲۰۱۷)
داستان‌های ارواح (به انگلیسی: Ghost Stories) یک فیلم سینمایی ترسناک بریتانیایی محصول سال ۲۰۱۷ که براساس نمایشنامه خودش در سال ۲۰۱۰ با همین نام به نویسندگی و کارگردانی جرمی دایسون و اندی نایمن ساخته شده‌است.

## داستان
فیلیپ گودمن، استادی باهوش و شکاک، زمانیکه به اشتباه پرونده‌هایی قدیمی را که در مورد سه حادثه نامفهوم تسخیر ارواح هستند، پیدا می‌کند، وارد ماجرایی ترسناک می‌شود.